# (73631) 4367 T-3
(73631) 4367 T-3 – planetoida z pasa głównego asteroid okrążająca Słońce w ciągu 4,34 lat w średniej odległości 2,66 j.a. Odkryta 16 października 1977 roku.